# 樹下節
樹下 節（じゅげ たかし、1911年5月28日 - 1990年）は日本のロシア文学翻訳家、左翼活動家。
本名・松本傑。

## 人物・来歴
熊本市生まれ。ギリシャ正教の神父であった高橋長七にロシア語を学ぶ。
1931年日本共産党の雑誌『農民闘争』で埴谷雄高と組む。
1958年北御門二郎と同人誌『座標』を創刊。

## 翻訳
- 『パン』（アレクセイ・ニコラエヴィッチ・トルストイ、上脇進共訳、三一書房） 1951
- 『静かなるドン 全訳』（ショーロホフ、三笠文庫） 1952、のち江川卓共訳、角川文庫 全8巻
- 『山椒魚戦争』（カレル・チャペック、世界文化社） 1953、のち角川文庫
- 『ロシヤの音楽』（アサフィエフ、音楽之友社） 1954
- 『近代ロシヤ詩集』（編訳、三笠新書） 1955
- 『開かれた処女地』（ショーロホフ、青木文庫） 1956
- 『映画シナリオ論』（編訳、理論社） 1957
- 『くり色の犬 チェホフの本』（日本児童文庫刊行会、アルス日本児童文庫） 1958
- 『天山紀行』（ペ・ペ・セミョーノフ=チャンシャンスキイ、ベースボール・マガジン社、スポーツ新書） 1958。秘境探検双書 1971
- 『スポーツマンの心理学』（オ・ア・チェルニコワ、ベースボールマガジン社） 1960
- 『近代ロシア詩集』（訳編、角川文庫） 1961
- 「征服者」（ヴィタリー・ヤン、平凡社） 1966
  1. 『ジンギス汗』
  2. 『バト汗西へ行く』
  3. 『地の果てまで』
- 『人間のあゆみ』全3巻（M.イリイン, Ye.セガール、理論社） 1974
- 『青春への誘い』（アナトーリー・アレークシン、理論社、アレークシン中編作品集） 1975
- 『おじさんの思い出』（ユーリー・コリネツ、理論社） 1976
- 『迷子のカシタンカ』（アントン・チェーホフ、理論社） 1976
- 『王女と七人の勇士』（A・プーシキン、理論社） 1977
- 『サルタン王のものがたり』（A・プーシキン、理論社） 1977
- 『天山紀行』（ピョートル・セミョーノフ、河出書房新社、世界探検全集7） 1977、新版2023
- 『人生のとびら』（アナトーリー・アレークシン、理論社、アレークシン中編作品集） 1979
- 『家族のゆくえ』（アナトーリー・G・アレークシン、理論社） 1984

### 「ビアンキ動物記」
- 『ビアンキ動物記 1　みなし子のムルズク』（ヴィタリー・ビアンキ、理論社） 1968
- 『ビアンキ動物記 2　孤独な森の巨人』（ヴィタリー・ビアンキ、理論社） 1968
- 『ビアンキ動物記 3　オオカミおじさん』（ヴィタリー・ビアンキ、理論社） 1968
- 『ビアンキ動物記 6　水の新聞・春と夏』（ヴィタリー・ビアンキ、スラトコフ編、理論社） 1968
- 『ビアンキ動物記 7　水の新聞・秋と冬』（ヴィタリー・ビアンキ、スラトコフ編、理論社） 1968
- 『絵本 = ビアンキ動物記』（ヴィタリー・ビアンキ、田中かな子,内田莉莎子共訳、理論社） 1973
- 『ビアンキ動物記 4　ちびっこりょうし』（ヴィタリー・ビアンキ、理論社） 1981
- 『ビアンキ動物記 6　ひばりのおしらせ』（ヴィタリー・ビアンキ、理論社） 1981
- 『ビアンキ動物記 8　オオヤマネコ物語』（ヴィタリー・ビアンキ、理論社） 1981
- 『ビアンキ動物記 9　密林のクロテン』（ヴィタリー・ビアンキ、理論社） 1981
- 『ビアンキ動物記 10　ガンのぼうけん』（ヴィタリー・ビアンキ、理論社） 1981
- 『ビアンキ動物記 11　森の巨人ヘラジカ』（ヴィタリー・ビアンキ、理論社） 1981
- 『ビアンキ動物記 12　大草原の野鳥たち』（ヴィタリー・ビアンキ、理論社） 1981
- 『ビアンキ動物記 14　物知りウサギ』（ヴィタリー・ビアンキ、理論社） 1981
- 『ビアンキ動物記 15　なぎさのカモメ』（ヴィタリー・ビアンキ、理論社） 1981
- 『ビアンキ動物記 16　ガンの知恵』（ヴィタリー・ビアンキ、理論社） 1981

### コルネイ・チュコフスキー
- 『銀いろの記章 わたしの少年時代』（コルネイ・チュコフスキー、理論社） 1969
- 『2歳から5歳まで』（コルネイ・チュコフスキー、理論社） 1970
- 『ごきぶりゴン チュコおじさんの本 1』（コルネイ・チュコフスキー、理論社） 1976
- 『アいたた先生』（コルネイ・チュコフスキー、理論社） 1977

### レフ・トルストイ
- 『こどものための本 6』（トルストイ、理論社） 1972
- 『フィリップぼうず』（レフ・N・トルストイ、理論社） 1973
- 『イワンのばか』（レフ・N・トルストイ、理論社、フォア文庫） 1983
- 『愛についての10話』（レフ・N・トルストイ、理論社） 1984